# Sonnenblume (Wuppertal)
Sonnenblume ist eine Ortslage im Norden der bergischen Großstadt Wuppertal.

## Lage und Beschreibung
Die Ortslage liegt im Norden des Wohnquartiers Uellendahl-West im Stadtbezirk Uellendahl-Katernberg auf einer Höhe von 293 m ü. NHN an der Straße Westfalenweg an den Abzweigen der Straße Sonnenblume und der Kohlstraße. Die Ortslage ist heute Teil der geschlossenen Bebauung am Westfalenweg.
Benachbarte Orte sind die Höfe und Ortslagen Grünenbaum, In den Siepen, Untere Sonnenblume, Webershaus, Schneis und Am Hartkopfshäuschen und die unmittelbar benachbarten Ortslagen Sonnenschein und Neuensonnenschein. Eine Bushaltestelle dort trägt den Namen Sonnenblume. Eine ab 1970 eingerichtete Kleingartenanlage im Nahbereich trägt ebenfalls den Namen Sonnenblume.
In der lokalen Mundart wurde der Ort auch als Schmer Emma bezeichnet.

## Geschichte
Im 19. Jahrhundert gehörte Sonnenblume zu den Außenortschaften der Bauerschaft und der Kirchengemeinde Dönberg in der Bürgermeisterei Hardenberg, die 1935 in Neviges umbenannt wurde. Damit gehörte es von 1816 bis 1861 zum Kreis Elberfeld und ab 1861 zum alten Kreis Mettmann. Der Ort lag damals direkt an der Grenze der Bauerschaft zur Uellendahler Rotte der Oberbürgermeisterei Elberfeld.
Der Ort ist auf der Topographischen Aufnahme der Rheinlande von 1824 unbeschriftet und auf der Preußischen Uraufnahme von 1843 als Sonnenblum eingezeichnet. 
Im Gemeindelexikon für die Provinz Rheinland von 1888 werden für Sonnenblume ein Wohnhaus mit zehn Bewohnern angegeben.
An Sonnenblume verlief ein Kohlenweg von Sprockhövel nach Elberfeld (hier der heutige Westfalenweg und die Kohl(en)straße), auf dem im ausgehenden 18. Jahrhundert und in der ersten Hälfte des 19. Jahrhunderts Steinkohle von den Zechen im südlichen Ruhrgebiet zu den Fabriken im Wuppertal transportiert wurde, das in dieser Zeit das industrielle Herz der Region war.
Mit der Kommunalreform von 1929 wurde der südliche Teil Dönbergs von Neviges abgespalten und mit weiteren, außerhalb von Dönberg liegenden Nevigeser Ortschaften in die neu gegründete Stadt Wuppertal eingemeindet, so auch Sonnenblume. Nördlich von Sonnenblume verlief bis 1975 die Stadtgrenze zwischen Wuppertal und Neviges, südlich davon bis 1929 die von Neviges zu Elberfeld. Durch die nordrhein-westfälische Gebietsreform kam Neviges mit Beginn des Jahres 1975 zur Stadt Velbert, und das restliche Dönberg wurde ebenfalls in Wuppertal eingemeindet. Dadurch verlor Sonnenblume seine Grenzlage.

### Gasthaus Zur Sonnenblume und Schmer Emma
Im Sonnenblume stand eine 1838 erbaute Gaststätte, die den Namen Zur Sonnenblume trug und über Generationen im Besitz einer Familie Schmitz war. Eine Wirtin des Gasthauses namens Emma Schmitz, genannt Schmer Emma, ist als lokales Original in das Bewusstsein der Bevölkerung eingegangen. Sie wird als eine „ältere, dickliche, gutmütig lächelnde Frau, mit einer vorgebundenen Küchenschürze“ beschrieben, deren Küchenschürze häufig „schmierig“ gewesen sein soll, da eine Spezialität des Gasthauses dick mit Butter beschmierte Dönberger Stuten waren. Dieser Umstand oder die Tätigkeit des Stutenschmierens brachte Frau Schmitz den weithin bekannten Spitznamen Schmeer Emma (= Schmier Emma) ein. Das Gasthaus war ein beliebtes sonntägliches Ausflugsziel, nach dem Zweiten Weltkrieg ein beliebtes Tanzlokal. Das in den 1980er Jahren aufgegebene Gasthaus brannte 2003 ab und wurde kurz darauf abgerissen.